# Montelimar, Nicaragua
Montelimar är en badort som ligger vid Stilla havet i Nicaragua, strax väster om Masachapa. Den ligger i kommunen San Rafael del Sur i departementet Managua, i den sydvästra delen av landet. Montelimar har en av landets största och lyxigaste turistanläggningar, Barceló Montelimar, med 293 rum och tre simbassänger.

## Flygplats
Montelimar har en liten turistflygplats för privatplan (IATA:MNMR). Den byggdes och administreras gemensamt av den Nicaraguanska staten och hotelkedjan Grupo Barceló som äger en stor turistanläggning på orten.